# Кадар (Тимиш)
Кадар (рум. Cadar) насеље је у Румунији у округу Тимиш у општини Тормак. Oпштина се налази на надморској висини од 125 m.

## Прошлост
По "Румунској енциклопедији" место се помиње у турском тефтеру из 1554. године са својих 8 кућа. Пописано је ту 1717. године чак 85 домова. Цар је доделио 1817. године село српској породици Дука; фелдмаршал Петар Дука "от Кадар" је имао великих заслуга из ратова против Наполеона. Православна црква брвнара помиње се 1783. године.
Аустријски царски ревизор Ерлер је 1774. године констатовао да место припада Брзавском округу, Чаковачког дистрикта. Становништво је било претежно влашко. Када је 1797. године пописан православни клир ту су три свештеника. Пароси, поп Груја Мојсејовић (рукоп. 1765), поп Георгије Поповић (1780) и ђакон Јосиф Поповић знају само румунски језик.

## Становништво
Према подацима из 2002. године у насељу је живело 288 становника, од којих су сви румунске националности.